# 정동대감
"정동대감"은 한국에서 제작된 이규웅 감독의 1965년 영화이다. 김진규 등이 주연으로 출연하였고 이종벽 등이 제작에 참여하였다.

## 출연

### 주연
- 김진규
- 김지미
- 이예춘

### 조연
- 김기범

## 기타
- 원작자: 황호근
- 조명: 오인환
- 미술: 박석인